# Missão militar francesa ao Japão

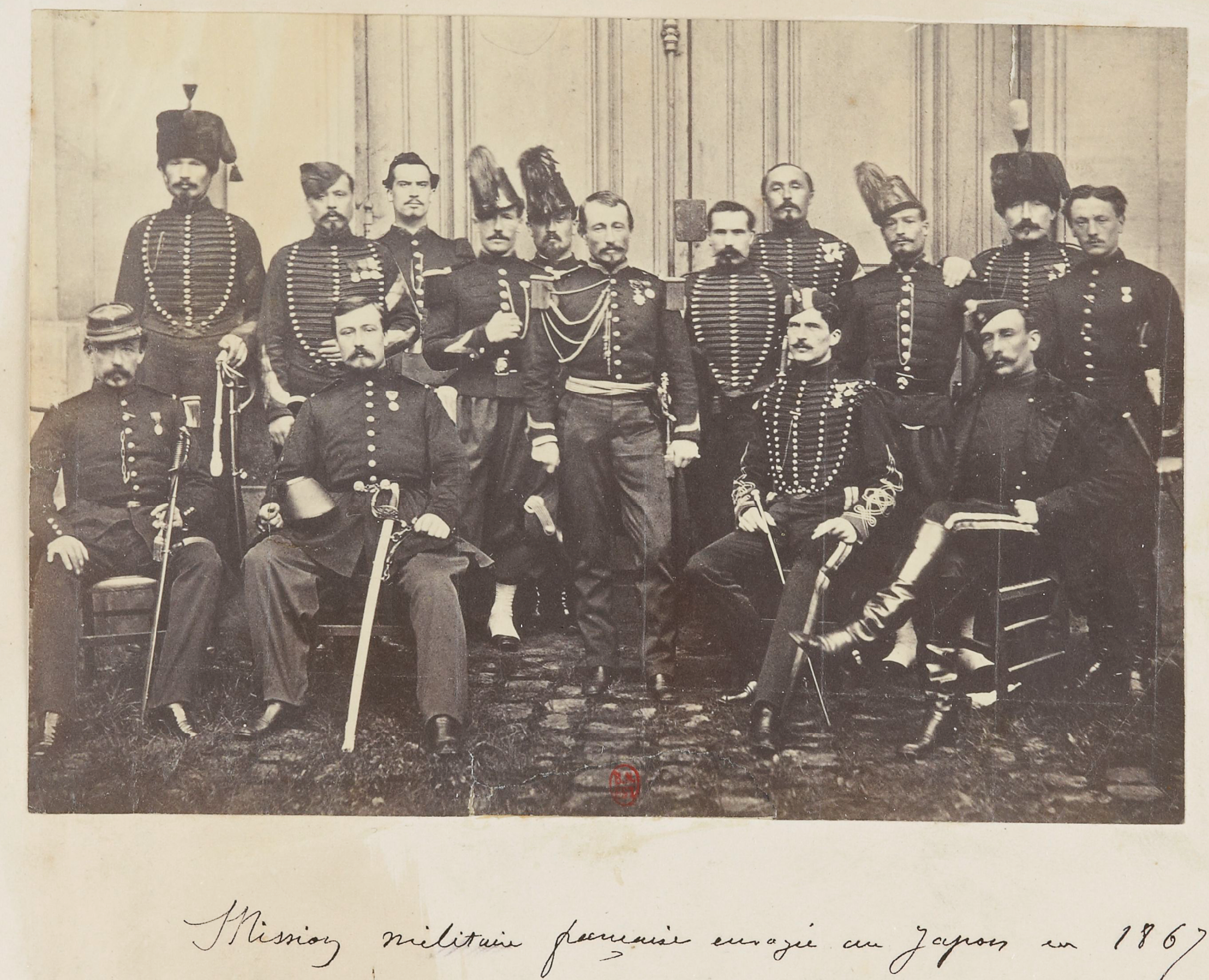
A Missão Militar Francesa de partida para o Japão, em 1866. Ao centro Charles Chanoine, Jules Brunet é o segundo à partir da direita

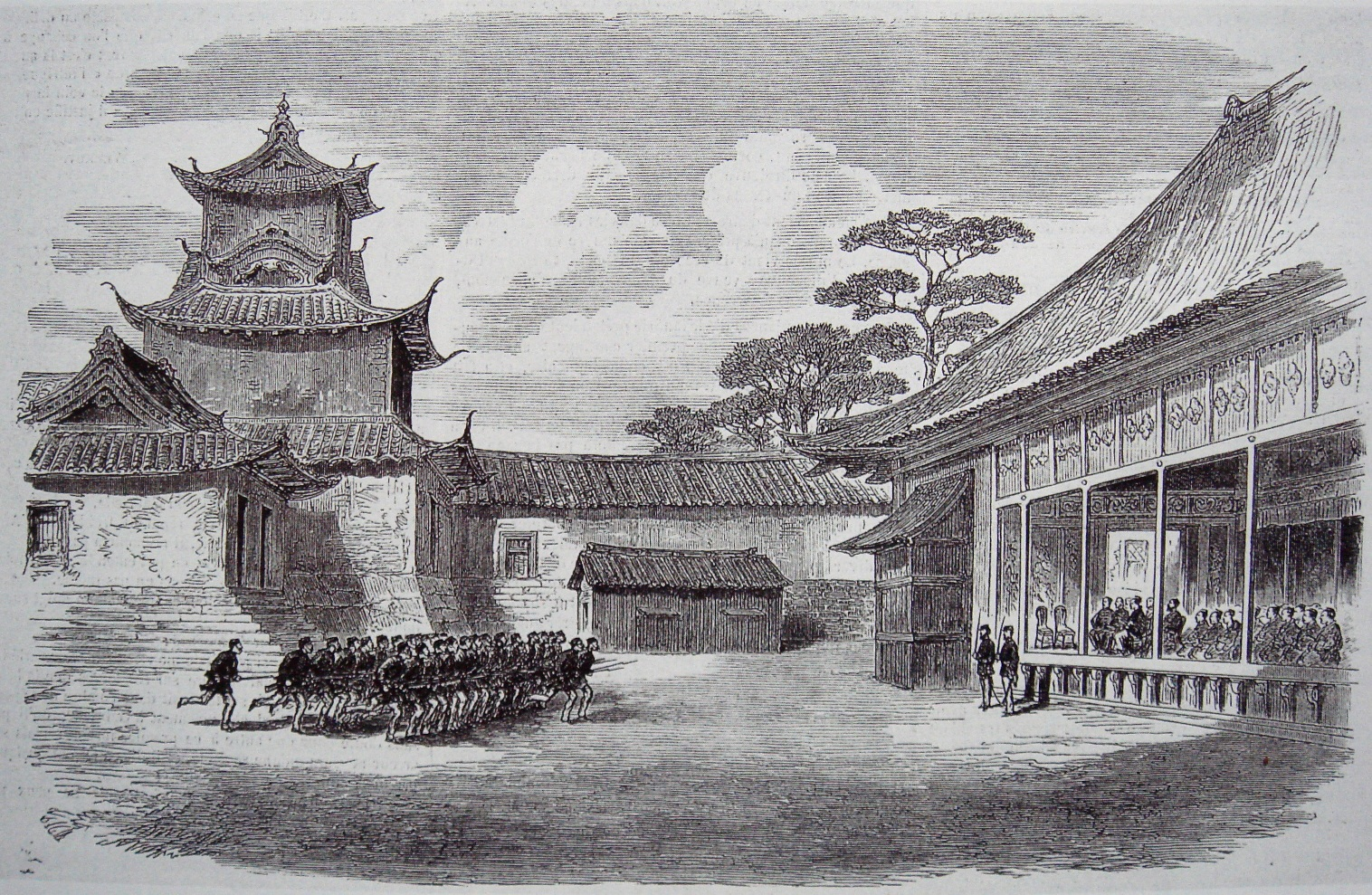
Oficiais franceses treinando os soldados do Shogun em Osaka em 1867

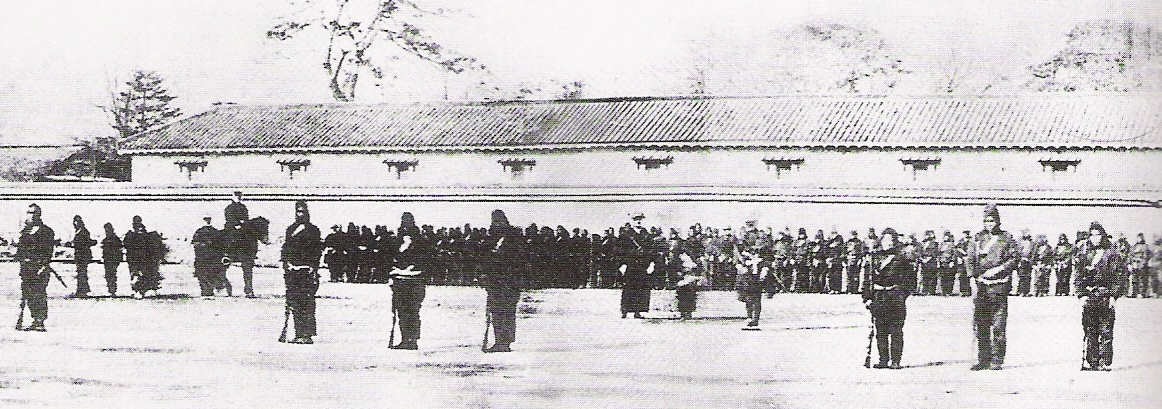
Treinamento das tropas do Bakufu Tokugawa, 1867

A Missão Militar Francesa ao Japão (1867-1868) foi a primeira missão militar ocidental no Japão. Foi criada por iniciativa de Napoleão III , como resultado de um pedido do Shogun Tokugawa Yoshinobu . A Missão treinou o exército por pouco mais de um ano antes da derrota das forças shogunais perante as forças imperiais na Guerra Boshin. Depois da guerra a Missão foi obrigada a deixar o país por decreto imperial de outubro 1868.
Missão era composta por dezoito membros, convocados pelo Ministro da Guerra, General Jacques Louis Randon, escolhidos por suas habilidades: Seis oficiais (representando a infantaria , a cavalaria , artilharia e engenharia), dez sargentos e um soldados.
Participaram da Missão:
Comandante da missão
- Capitão Charles Sulpice Jules Chanoine

Oficiais
- Jourdan, capitão, Engenheiro do 1 º Regimento de Engenharia.
- Charles Albert Dubousquet, tenente do 31º Regimento de Linha, instrutor de infantaria .
- Édouard Messelot, tenente do 20 º Batalhão de Caçadores a Pé, instrutor de infantaria.
- Léon Descharmes, tenente do Regimento de Dragões da Guarda da Imperatriz, instrutor de cavalaria.
- Jules Brunet , tenente do Regimento de Artilharia Montada da Guarda, instrutor de artilharia.

Oficiais não-comissionados
- Jean Marlin, sargento do 8 º Batalhão de Caçadores a pé, instrutor de infantaria.
- François Bouffier, sargento do 8 º Batalhão de Caçadores a pé, instrutor de infantaria.
- Henry Ygrec, sargento do 31º Regimento de Linha, instrutor de infantaria.
- Emile Peyrussel, sargento, sub-mestre da Escola do Estado Maior, instrutor de cavalaria.
- Arthur Fortant, sargento, Regimento de Artilharia Montada da Guarda, instrutor de artilharia.
- L. Gutthig, Trompetista do Batalhão de Caçadores da Guarda.
- Charles Bonnet, sargento, Chefe Armeiro Segunda Classe.
- Barthélémy Izard, sargento, Chefe Artífice do Regimento de Artilharia Montada da Guarda.
- Frédéric Valette, sargento, especialista em madeira.
- Michel, sargento, Engenheiro do 1 º Regimento de Engenharia.
- Jean-Félix Mermet , brigadeiro, especialista em aço.

A missão deixou Marselha em 19 de  novembro de 1866 e chegou a Yokohama em 13 de  janeiro de 1867 . Sua chegada foi saudada, por Léon Roches e pelo contra-almirante Pierre-Gustave Roze comandante da Divisão Naval dos Mares da China que voltava ao Japão depois de liderar uma expedição contra a Coreia (12 de Setembro a 12 de novembro, 1866) .
Mesmo depois do decreto imperial para a retirada da Missão, Jules Brunet e quatro de seus sargentos (Fortant, Marlin, Cazeneuve e Bouffier), preferiram ficar no Japão e continuar a apoiar o Shogun. Eles se demitiram do exército francês, e foram para o norte do Japão com o que restava dos exércitos do shogunato, na esperança de organizar um contra-ataque.
O conflito continuou até a Batalha de Hakodate maio 1869, onde ocorreu a vitória definitiva das forças imperiais